# The Biggest Loser

Logo de la version originale

The Biggest Loser (ou Qui Perd gagne au Québec) est une émission de téléréalité américain diffusé sur le réseau NBC depuis le 19 octobre 2004.

## Le but de l'émission
Le but de l'émission est de permettre aux candidats en surcharge de poids de concourir pour gagner 250 000 $ en perdant le pourcentage le plus élevé de leur poids corporel par rapport au début de l'émission. La première saison a commencé avec 12 candidats, alors que la deuxième saison commençait avec 14 candidats. La troisième saison a commencé avec 50 candidats, un de chaque État américain. La quatrième saison a commencé avec 18 candidats. La cinquième a commencé avec dix équipes de deux personnes chacune, et la sixième a commencé avec 8 équipes de deux chacune.
Dans les trois premières saisons, les candidats ont été logés dans un grand ranch qui offrait un grand espace intérieur et extérieur, une piscine et un club de gym entièrement équipé. Dans la quatrième saison, le ranch a été modifié, renommé College Campus et baptisé The Biggest Loser Campus. Dans la sixième saison, les candidats sont retournés de nouveau dans ce ranch.
Au début de chaque saison, les candidats sont groupés dans des équipes ayant chacune un entraîneur personnel. Pour les 3 premières saisons et les saisons 5 et 6, il y avait deux équipes et deux entraîneurs, tandis que la quatrième saison comportait trois équipes et trois entraîneurs. Les entraîneurs sont chargés de concevoir et d'enseigner des programmes complets d'entraînement et des programmes diététiques pour les candidats.
Les candidats sont pesés en début de saison. De plus, Ils sont pesés chaque semaine afin de déterminer quelle équipe a perdu le plus de poids, en se basant sur le pourcentage du poids total perdu. L'équipe qui a perdu le pourcentage le plus faible durant cette semaine doit éliminer un membre son équipe.
Quand le nombre de candidats s'est rétréci à un petit nombre prédéterminé par la production (inconnu des candidats), les équipes sont dissoutes. Les candidats sont alors en concurrence individuelle, bien qu'ils continuent à travailler avec leurs entraîneurs originaux. Chaque semaine, les deux personnes qui ont perdu le plus petit pourcentage de poids sont nommés : l’un d’eux sera éliminé.
Les entraîneurs sont motivés pour pousser leurs différents candidats par une structure prédéterminée de bonification, car l'entraîneur du candidat gagnant gagnera lui aussi 100 000 $.
Des motivations pour les candidats éliminés existent aussi. Les candidats qui ont été éliminés essayent toujours de perdre du poids car ils concourent pour le prix À la maison de 100 000 $. Les qualifiés aux finales continuent à perdre du poids avec les entraîneurs de programme et concourront par la suite pour un prix plus élevé de 250 000 $. Tous les deux seront récompensés en finale. Le nombre d'épisodes se corrèle directement avec le nombre de semaines que les finalistes ont passé à travailler avec leurs entraîneurs. Une fois que le dernier épisode d'une saison est filmé et les finalistes choisis, ces candidats retournent à la maison pour continuer à perdre du poids tout seuls. Une fois que tous les épisodes sont diffusés, tous les candidats sont amenés de nouveau à mesurer leur progrès avant que les récompenses soient données.
La structure générale d'un épisode se déroule comme suit :
Tentation : les candidats se préparent le premier jour de la semaine à se retrouver dans une situation qui implique une tentation. La tentation exige habituellement que les candidats jouent, en consommant de la nourriture délicieuse mais de hautes calories en échange de ce qui peut sembler être un compromis. Les bénéfices peuvent être connus à l'avance ou non des candidats. Les exemples incluent : manger des nourritures sucrées pour avoir une chance d'appeler leurs aimés, manger une grande tranche de gâteau pour gagner un prix inconnu (qui, dans un épisode, s'est avéré être un vélo d'exercice) ou abandonner du temps avec l'entraîneur pour avoir une chance de gagner des milliers de dollars. Les candidats ont un temps déterminé pour bénéficier de cette offre.
 Le Challenge : les candidats concourent pour gagner un prix, d'abord en équipes et ensuite individuellement lorsque les équipes sont dissoutes. Après le challenge, l'équipe gagnante savourant sa victoire est montrée aux téléspectateurs tandis que l'équipe perdante accepte amèrement sa défaite. Les prix s'étendent entre des équipements d'exercice aux téléphones portables ou des Pound Passes. Cela permet aux candidats d'avoir une grande perte de poids (par exemple une perte de poids 6 lb aurait comme conséquence une perte de poids 7 lb si un candidat a gagné un Pound Passes).
Mesure de poids : tous les candidats sont pesés pour déterminer le poids qu'ils ont perdu relativement à leur poids initial. Pendant le concours, l'équipe qui perd le pourcentage le plus élevé gagne et l'équipe perdante doit éliminer une personne. Quand les équipes sont dissoutes et que le concours devient individuel, l'un des deux candidats qui perd le plus bas pourcentage de poids, doit être éliminé.
Le vote : L'équipe perdante se réunit dans une salle à manger qui possède des réfrigérateurs marqués du nom de chaque candidat, et remplis de la nourriture préférée de chaque concurrent. Le nom de chaque candidat est illuminé sur les réfrigérateurs. Lorsque les candidats éliminent une personne, la lumière de son réfrigérateur s'éteint. Pendant le concours, les membres perdants portent un plat couvert contenant le nom de la personne qu'ils souhaitent éliminer. Les membres de l'équipe qui ont perdu le pourcentage le plus élevé du poids pendant la semaine sont considérés immunisés et ne peuvent être éliminés. En cas d'égalité, l'équipe gagnante décide quel membre de l'équipe perdante sera éliminé. Pendant le concours individuel, le destin des deux candidats dans le bloc de hachage sera déterminé par les autres joueurs. En cas d’égalité, on élimine le candidat qui a perdu le plus petit pourcentage de poids.

## Versions internationales (liste)
| Région/Pays            | Titre                                   | Chaîne                | Les gagnants | Présentateurs                                           | Récompense                                                                   |
| ---------------------- | --------------------------------------- | --------------------- | --- | ------------------------------------------------------- | ---------------------------------------------------------------------------- |
| Algérie                | Al Wazen Al Rabeh                       | Samira TV             | | Salima Souakri                                          |                                                                              |
| Asie                   | The Biggest Loser Asia                  | Diva Universal (Asie) | Saison 1, 2009: Indonésie David Gurnani Saison 2, 2010: Singapour Raj Devaraj | Sarimah Ibrahim (Saison 1) Marion Caunter (Saison 2)    | US 100,000 $                                                                 |
| Monde arabe            | الرابح الأكبر Ar Rabeh ElAkbar          | MBC 1                 | Saison 1, 2006: Jordanie Abdullah Hammad Saison 2, 2007: Émirats arabes unis Walead hemayed Saison 3, 2008: Liban Mohammad Mazboudi Saison 4, 2009: Égypte Karim Abdullah | Carolina de Oliveira (Saison 1-4)                       | SR 250,000                                                                   |
| Australie              | The Biggest Loser                       | Network Ten           | Saison 1, 2006: Adro Sarnelli Saison 2, 2007: Chris Garling Saison 3, 2008: Sam Rouen Saison 4, 2009: Bob Herdsman Saison 5, 2010: Lisa Hose Saison 6, 2011: Emma Duncan Saison 7, 2012: Margie Cummins | Ajay Rochester (Saison 1-4) Hayley Lewis (Saison 5-)    | A250,000 $                                                                   |
| Brésil                 | O Grande Perdedor                       | SBT                   | Saison 1, 2005: Andreia Dutra | Silvio Santos (Saison 1)                                | R$ 300,000                                                                   |
| Brésil                 | Quem Perde Ganha                        | SBT                   | Saison 2, 2007: Reginaldo de Souza | Lígia Mendes (Saison 2)                                 | R$ 200,000                                                                   |
| Brunei                 | The Biggest Loser Brunei                | BNC Network HD        | Saison 1, 2010: Ahmad Ali Azizul Saison 2, 2011: Muhammad Zahin Saison 3, 2012: Saison en cours | Stacy Sandra (Saison 1-Présent)                         | B$ 250,000                                                                   |
| Finlande               | Suurin pudottaja                        | MTV3                  | Saison 1, 2006: Hardy Dieter Saison 2, 2007: Virpi Heikkilä Saison 3, 2009: Kaisu Romppainen | Eeva Jaakonmaa Sini Rantanen Heidi Suomi                | € 25,000                                                                     |
| Allemagne              | The Biggest Loser Germany               | ProSieben             | Saison 1, 2009: Enrico Proba | Katarina Witt (Saison 1)                                | € 100,000                                                                    |
| Allemagne              | The Biggest Loser Germany               | Kabel eins            | Saison 2, 2010: Daniel Heino Saison 3, 2011: Carlo Werner | Regina Halmich (Saison 2-3)                             | 25,000 €                                                                     |
| Allemagne              | The Biggest Loser Germany               | Sat.1                 | Saison 4, 2012: Helmut "Jack" Handl Saison 5, 2013: Paride Loreto Saison 6, 2014: Marc Haile | Christine Theiss (Depuis la saison 4)                   | 50,000 €                                                                     |
| Hongrie                | A Nagy Fogyás                           | TV2                   | Saison 1, 2007: István Ferencsik | Gabriella Jakupcsek (Saison 1)                          |                                                                              |
| Inde                   | Biggest Loser Jeetega                   | Sahara One            | Saison 1, 2007: Sandeep Sachdev | Suniel Shetty (Saison 1)                                |                                                                              |
| Israël                 | לרדת בגדול Laredet Begadol              | Channel 10            | Saison 1, 2006: Liron Saison 2: Tsvika Saison 3: Avi Saison 4, 2011: Karen | Tzipi Shavit                                            | ₪ 250,000                                                                    |
| Lettonie               | XXL                                     | TV3                   | 2007–2008 | Zane Vaļicka, Raivis Vidzis, Aivars Visockis            | 10,000 Ls                                                                    |
| Mexique                | ¿Cuánto quieres perder?                 | Televisa              | Saison 1, 2008: Ignacio Mestas, "Nacho" | Galilea Montijo (Saison 1)                              | MX$ 1,500,000                                                                |
| Pays-Bas               | De Afvallers                            | SBS 6                 | Saison 1, 2005: Daan & Irma Steenkamp Saison 2, 2006: Bert & Gretel Saison 3, 2006: Marco & Suzy Niels van Boxtel Saison 4, 2007: Mark Dakriet Saison 5, 2007: Nijmeijers Family Saison 6, 2011: Inconnu | Marlayne Sahupala (Saison 1-5)                          | Voyage à: Brésil (Saison 1-2) Afrique du Sud (Saison 3) Inconnu (Saison 4-5) |
| Philippines            | The Biggest Loser: Pinoy Edition        | ABS-CBN               | Saison 1, 2011: Larry Martin Saison 2, 2014: Bryan Castillo | Sharon Cuneta (Saison 1) Iza Calzado (Saison 2)         | PhP 1,000,000                                                                |
| Pologne                | Co masz do stracenia?                   | TV Puls               | Saison 1, 2008: Jaroslaw | Małgorzata Ostrowska-Królikowska (Saison 1)             | zł 100,000                                                                   |
| Portugal               | Peso Pesado                             | SIC                   | Saison 1, 2011: Fábio Saison 2, 2011: Marco | Júlia Pinheiro (Saison 1) Bárbara Guimarães (Saison 2)  | € 50,000                                                                     |
| Porto Rico             | Transformación Total                    | WAPA-TV               | Saison 1, 2010: Vivian V. Rodríguez Saison 2, 2011: Ángel “Joel” Díaz | Zuleyka Rivera (Saison 1) Katiria Soto (Saison 2)       | 50,000 $                                                                     |
| Roumanie               | Marele câștigător                       | Antena 1              | Saison 1, 2010: Grațian Stan | Daiana Anghel (Saison 1)                                | €25,000                                                                      |
| Danemark Norvège Suède | Biggest Loser                           | Kanal 5               | Saison 1, 2005: Rooy Rodriguez Ramirez | Martin Björk (Saison 1)                                 | kr 500,000                                                                   |
| Slovaquie              | SuperTelo                               | STV                   | Saison 1: Ján Mäsiar | Iveta Malachovská                                       | sk 1,000,000                                                                 |
| Afrique du Sud         | The Biggest Loser South Africa          | E.tv                  | Saison 1, 2008: Sharon Haarhoff | Jasmyn Asvat (Saison 1)                                 | R 260,000                                                                    |
| Suède                  | Biggest Loser Sverige                   | TV4                   | Saison 1, 2010: Karl Fredrik Jonsson | Jessica Almenäs (Saison 1)                              | 250.000 kr                                                                   |
| Turquie                | Yeni Bir Hayat                          | Star TV               | Saison 1, 2012: Hakan Aktürk | Ebru Akel                                               | 250,000 TL                                                                   |
| Ukraine                | Зважені та щасливі Zvageni ta schaslyvi | STB                   | Saison 1, 2011: Mykola Voroshnov | Inconnu                                                 | UAH 250,000                                                                  |
| Royaume-Uni            | The Biggest Loser                       | Living                | Série 1 2005: Aaron Howlett Série 2 2006: Jodie Prenger | Vicki Butler-Henderson (séries 1–2)                     | £25,000                                                                      |
| Royaume-Uni            | The Biggest Loser                       | ITV                   | Série 3 2009: Kevin Sage Série 4 2011: Will Graham Série 5 2012: Kevin McLernon | Kate Garraway (Série 3) Davina McCall (série 4–présent) | £10,000 (2009) £25,000 (2011–présent)                                        |
| États-Unis             | The Biggest Loser                       | NBC                   | Saison 1, 2004: Ryan Benson Saison 2, 2005: Matt Hoover Saison 3, 2006: Erik Chopin Saison 4, 2007: Bill Germanakos Saison 5, 2008: Ali Vincent Saison 6, 2008: Michelle Aguilar Saison 7, 2009: Helen Phillips Saison 8, 2009: Danny Cahill Saison 9, 2010: Michael Ventrella Saison 10, 2010: Patrick House Saison 11, 2011: Olivia Ward Saison 12, 2011: John Rhode Saison 13, 2012: Jeremy Britt Saison 14, 2012: | Caroline Rhea (Saison 1-3) Alison Sweeney (Saison 4-)   | US$ 250,000                                                                  |
| États-Unis             | Dale con Ganas                          | Univision             | Saison 1, 2012: Dieter Goldschmidt | Alfonso de Anda (Saison 1-présent)                      | US$ 100,000                                                                  |

## Versions internationales (description)
Diverses versions internationales existent telles qu'en Australie (3 saisons), Royaume-Uni (2 saisons), Afrique du Sud (1 saison), les Pays-Bas (4 saisons), Brésil (2 saisons), Hongrie, Inde, Moyen-Orient, Israël et récemment, Mexique. Internationalement, il y a eu au total plus de 300 concurrents avec des poids compris entre 71,2 kg (157 livres) et 216,3 kg (477 livres).

### Royaume-Uni
En plus de diffuser la version des États-Unis, Living TV a également produit sa propre version, qui a été diffusé en 2005. Bob et Jillian n'étaient pas impliqués mais ils ont eu leurs propres entraîneurs avec des styles semblables. Angie Dowds (équivalente à Jillian) utilise une approche raisonnable mais dure en entraînant l'équipe rouge, alors que Mark Bailey (équivalent à Bob) entraîne l'équipe bleue. Le programme a été présenté par Vicki Butler-Henderson, journaliste devenue un présentatrice de Fifth Gear. La personne qui gagne le concours reçoit 25 000 £ soit 49 000 $.

#### Saison 1
La première série a été diffusée le 6 octobre 2005 sur Living TV au Royaume-Uni, et a été également diffusé en septembre 2007 en Nouvelle-Zélande sur Prime Television New Zealand. Les concurrents par ordre d'élimination étaient :
- Tracey Barcoe (a perdu 4 lb quand il a été éliminé, et 30 livres au total).
- Katie Wareing (a perdu 15 livres quand elle a été éliminée, et 40 livres au total).
- Paul Tabram (a perdu 15 livres quand il a été éliminé, et 47 livres au total).
- Gil Dodick (a perdu 15 livres quand il a été éliminé, et 37 livres au total).
- Dr. Shane Lee (a perdu 2st 5 lb quand il a été éliminé, et n'est pas apparu à la finale).
- Martin Langmaid (a perdu 44 livres quand il a été éliminé et 64 livres au total).
- Nat Curtis (a perdu quand 1st 11 lb quant à été éliminé et 4st 4 lb au total).
- Barney Gibson Gibson (a perdu 2st 10 lb quand il est parti à cause de la maladie, et 6st au total).
- Nadine Lautman (a perdu 1st 11 lb quand elle a été éliminée et 3st 12 lb au total).
- Allyson Clayton (a perdu 6st 3 lb au total).
- Mark Whittaker (a perdu 5st 8 lb, et 8st 9 lb au total).
- Gagnant : Aaron Howlett (total 9st 12 lb à la finale).

Le poids total perdu dans la première saison était de 54st 6 lb (762 lb ou 345,6 kg).
Note : 1st = 14 livres.

#### Saison 2
Une deuxième série Britannique a été également diffusée, la gagnante était Jodie Prenger qui a perdu le 8st 7 lb. Internationalement, elle est la première Biggest Loser féminine.

### Australie
Une version australienne du programme a été diffusée la première fois à 19h00 sur Network Ten à partir du 13 février 2006. 3 saisons ont été maintenant diffusées en Australie.

#### Saison 1
Diffusée à partir du 13 février 2006 jusqu’à la finale le 27 avril, elle était de la première version australienne de The Biggest Loser. Le gagnant Adro Sanelli a perdu 51,3 kg (37,58 % de son poids d'origine) et a été récompensé avec AUD$200 000 (US$183 000). L'émission a comporté les mêmes entraîneurs personnels que la version des États-Unis, Bob Harper et Jillian Michaels avec le présentateur australien AJ Rochester. Plus de 6 000 Australiens se sont présentés pour participer, seulement 12 concurrents étant choisis, leur poids de départ s'étendant de 101 à 197 kilos.

#### Saison 2
La deuxième saison de la version australienne a été diffusée pour la première fois le dimanche 4 février 2007 sur Network Ten. Elle présentait Bob Harper et Jillian Michaels comme entraîneurs; suivis par deux nouveaux entraîneurs, Michelle Bridges et Shannan Ponton; et un entraîneur supplémentaire surprise, L'ex-SAS "Commando" Steve Willis. Les poids des concurrents s'étendaient de 108 à 216 kilos dont le concurrent le plus lourd de toutes les versions du The Biggest Loser dans le monde entier. Le début de la saison a été marqué par des controverses avec un concurrent qui a quitté l'émission, ainsi que deux autres sur ordre médical. Les trois finalistes étaient Chris, Marty et Pati. Chris a gagné avec une perte de poids de 70,1 kg (46,89 % de son poids de départ), et Michael a gagné le second prix de AUD$50 000, perdant 70 kg, 42,37 % de son poids de départ.

#### Saison 3
Une troisième saison a été diffusée pour la première fois le 3 février 2008 dans un format semblable comme les deux saisons australiennes précédentes. Les entraîneurs Harper, Michaels, Ponton, et Bridges y sont tous revenus. Le gagnant fut Sam, qui a perdu 71,7 kg ou 46,38 % de son poids de début. Âgé de 19 ans en début de saison, il est le plus jeune gagnant et concurrent dans l’histoire internationale de The Biggest Loser. Il a gagné le prix de AUD$200 000. Le prix de AUD$30 000 attribué à celui qui a perdu le pourcentage le plus élevé après avoir été éliminé est revenu à Sean, qui a perdu 79,8 kg, 45,7 % de son poids de départ.

### Afrique du Sud
The Biggest Loser de l’Afrique du Sud a été diffusé pour la première fois le 7 janvier 2008 jusqu’au 14 avril 2008. Jasmyn Asvat était le présentateur avec les entraîneurs Bruce Claasen (l’équipe bleue) et Lisa Raleigh (l’équipe rouge). L'émission a été réalisé pour E.tv par Red Pepper Productions et produite par Gail MacLellan. Elle est semblable aux d'autres versions internationales. Il y a seulement un show additionnel, appelé The Biggest Loser Extra, qui se concentre sur les concurrents éliminés. Sharon Haarhoff a perdu 61,8 kg, faisant d'elle la troisième Biggest Loser féminine au monde.

### Monde arabe
La chaîne arabe MBC 1 d'Arabie saoudite a commencé une version du The Biggest Loser qui s'appelle « le plus grand gagnant ». Le programme a été filmé au Liban. La première saison a été diffusée en 2006 avec 14 concurrents. Les candidats sont tous des pays arabes et sont divisés en 2 équipes : équipes bleue et rouge.
Le gagnant de la saison 1 était Abdulallah Hamad de la Jordanie, a gagné 250 000 Riyal, et une voiture Ford.
La deuxième saison 2 a été diffusée en 2007, Walid Humaid des Émirats arabes unis a gagné 250 000 Riyal.

### Inde
La chaîne Sahara One, a également commencé la diffusion d’une version du The Biggest Loser. Le show s'appelle "Biggest Loser Jeetega". La première saison est diffusée en mois du mai 2007 avec 16 concurrents, finissant en septembre 2007. Elle est présentée par l’acteur populaire de Bollywood Sunil Shetty et est diffusée le vendredi, samedi et dimanche à 20h. Il a été gagné par Sandeep Sachdev qui a perdu 50,7 kg en 16 semaines, gagnant un prix d'argent de 50,7 lakh Roupie et des bijoux.

### Israël
Channel 10, en Israël, a également diffusé une version du The Biggest Loser, appelée Laredet Begadol (pour perdre énormément). Trois saisons ont été diffusées jusqu'en 2008.

### Pays-Bas
Il y a eu 4 saisons d’une version néerlandaise, qui ont été diffusées sur SBS6.

### Brésil
SBT a également diffusé une version au Brésil, appelé O Grande Perdedor. Silvio Santos présente l’émission. En 2007, le réseau a amélioré l’émission, sous nouveau nom Quem Perde, Ganha, Ganha (qui perd, gagne) et présenté par Lígia Mendes.

### Mexique
Televisa a diffusé une version mexicaine, qui s'appelle ¿Cuánto quieres perder? (Combien vous voulez perdre ?), commencé le 18 mai 2008 et a fini le 10 août 2008 avec Ignacio (Nacho) Mestas en tant que gagnant du concours avec 70,98 % de perte de poids. Yannira Vega était le second gagnant avec 68,16 %.

### Hongrie
TV2 a diffusé une version hongroise du The Biggest Loser en automne 2007, appelée A Nagy Fogyás.

## Autres médias
The Bigest Loser est un jeu vidéo pour la Wii et la Nintendo DS. Il a été sorti en Amérique du Nord le 6 octobre 2009 et le 13 novembre 2009 en Europe. The Biggest Loser: Ultimate Workout est jeu vidéo pour la Xbox 360. Le jeu a été développé par Blitz Games est sorti par THQ le 4 novembre 2010 et le 10 novembre 2010
The Biggest Loser: Challenge, un jeu vidéo pour la Wii est sorti le 4 novembre 2010 en Amérique du Nord et le 12 novembre 2010 en Europe.